# Lester Conner
Lester Allen Conner (né le 17 septembre 1959 à Memphis, Tennessee) est un joueur professionnel américain de basket-ball ayant évolué au poste de meneur. Il devient entraîneur après sa carrière de joueur.
Après avoir passé sa carrière universitaire notamment aux Beavers d'Oregon State, il est choisi en 14e position par les Warriors de Golden State lors de la draft 1982 de la NBA.
Après sa carrière de joueur il devient entraîneur dans plusieurs clubs de NBA.